# Semiothisa stimulata
Semiothisa stimulata là một loài bướm đêm trong họ Geometridae.